# Теотоково
Теотоково (на гръцки: Θεοτόκος, Теотокос) е село в Западна Тракия, Гърция в дем Мустафчово.

## География
Селото се намира на южните склонове на Родопите.

## История
Към 1942 година в село Теотоково живеят 180 помаци.